# Henri Quittelier
Henri Louis Célestin (Henri) Quittelier (Sint-Joost-ten-Node, 14 juli 1884 – Ukkel, 2 juli 1980) was een Belgisch graficus en kunstschilder.

## Leven en werk
Henri Quittelier was een zoon van Auguste Joseph Quittelier en Marie Clotilde Vliebergh. Hij studeerde aan de Koninklijke Academie voor Schone Kunsten van Brussel (1901-1907), als een leerling van onder anderen Jean Delville, Emile Fabry, Isidore Verheyden. Tijdens de Eerste Wereldoorlog diende hij als sergeant. Quittelier werd leraar aan de school voor Decoratieve Kunsten in Nijvel. Hij was medeoprichter en voorzitter van het kunstenaarscollectief Uccle Centre d'Art en lid van de Internationale Academie Leonardo da Vinci in Rome. 
Quittelier schilderde, tekende en etste onder meer dorps- en stadsgezichten, landschappen, portretten en pittoreske plekjes rond Ukkel. Hij maakte meer dan 200 portretten voor het werk Grandes figures de la Belgique Indépendance 1830-1930. Zijn kleindochter Laure Hammes-Quittelier (1931) werkte een aantal jaren op zijn atelier. In 2009 publiceerde ze een monografie over haar grootvader, waarna nog boeken volgden over diens belevenissen tijdens de Eerste Wereldoorlog (2018) en zijn jaren als docent aan de Academie in Nijvel (2020).
Henri Quittelier overleed op 95-jarige leeftijd.